# Stadsbrand van Utrecht (1253)
In de stad Utrecht woedde in 1253 een stadsbrand die negen dagen duurde en een groot aantal gebouwen beschadigde en verwoestte. Onder de geteisterde gebouwen bevond zich onder meer de Buurkerk. 
In de 12e eeuw vond reeds een aantal stadsbranden plaats in Utrecht. De stadsbrand van 1253 vormde een van de laatste omdat gaandeweg door middel van verstening, soms met speciale subsidies, het uitbreken van stadsbranden werd tegengegaan. Daarnaast kwam een verplaatsing op gang van brandgevaarlijke bedrijvigheid naar de nieuw opgezette voorstad Bemuurde Weerd.

## Verder lezen
- Lees meer over de Middeleeuwse stad op de website van Het Utrechts Archief.